# 艾塔斯卡鎮區 (明尼蘇達州清水縣)
艾塔斯卡鎮區（英語：Itasca Township）是位於美國明尼蘇達州清水縣的一個行政鎮區。

## 地方資料
艾塔斯卡鎮區的面積為92.80平方千米，當中陸地面積為89.00平方千米，而水域面積為3.80平方千米。根據2020年美國人口普查的數據，當地共有人口129人，而人口密度為每平方千米1.39人。